# Martha Falk
Martha Falk (* 4. September 1888 in Emaus, Kreis Danziger Höhe; † nach 1955) war eine deutsche Politikerin (SPD).
Martha Falk besuchte die Volksschule und arbeitete danach als Dienstmädchen und später als Fabrikarbeiterin. Sie heiratete und war danach Hausfrau in Danzig. Im Ersten Weltkrieg war sie für die Gewerkschaften und für die Arbeiterwohlfahrt tätig und Wohlfahrtspflegerin bei der städtischen Wohlfahrtspflege. Sie war Mitglied der SPD-Frauenkommission in Danzig. 1923 bis 1930 war sie Mitglied des Volkstags. Von 1930 bis mindestens 1933 gehörte sie der Danziger Stadtbürgerschaft an.
Nach der Flucht aus Danzig war sie 1955 in Benneckenstein (Harz) gemeldet.